# Un long voyage (roman)
Un long voyage est un roman fantasy de l'écrivaine française Claire Duvivier, paru le 29 mai 2020 aux éditions Aux Forges de Vulcain. Le roman est également édité par les éditions Le Livre de poche à partir du 6 avril 2022.

## Résumé
Liesse, enfant d'un archipel, est abandonné par sa mère à un comptoir de l'Empire qui se trouve sur son île car sa famille est trop pauvre pour s'en occuper. L'enfant va donc grandir dans ce comptoir et servir l'Empire (livrer du courrier, s'occuper de commissions, etc.). Partagé entre deux mondes, il est vu par les employés du comptoir comme un indigène et vu par les habitants de l'archipel comme un esclave de l'Empire. Malgré tout, Liesse est un travailleur sérieux et par un concours de circonstances il se retrouve secrétaire de Malvine Zélina de Félarasie, une puissante femme politique promise à une très grande carrière. Grâce à elle Liesse va commencer un long voyage où il va découvrir pour la première fois de sa vie le continent. Le livre fait suivre l'évolution de Liesse au fil d'un empire qui se meurt. Liesse est également le narrateur du récit qu'il raconte à une certaine Gémétous.
Un jour Malvine disparaît et tout le monde se tourne vers Liesse pour avoir des réponses qu'il n'a pas. Des mois plus tard, elle réapparait à la porte de la cité de Solmeri au sud de l'Empire où se trouve Liesse, à moitié folle, ne se souvenant de presque rien si ce n'est son prénom. Au fil des jours et des semaines qui suivent Malvine se « ré-humanise » et prend en main la gestion de la ville en tant que représentante de l'Empire. Au fil du récit, on apprend qu'une colère gronde aux alentours de la cité, des villages sont brûlés. Une armée finit par assiéger la ville de Solmeri, et les habitants n'ont pas vraiment d'idée d'où vient cette armée. La mystérieuse armée est en fait l'ancien peuple qui résidait dans cette cité dans un passé lointain. L'armée vient du passé grâce à une faille temporelle que Malvine à ouverte lors de sa disparition. Après négociations entre Malvine et les trois dirigeants de cette armée, il est décrété que l'armée n'attaquera pas la ville et arrêtera le siège en échange d'un défilé victorieux de toute l'armée dans les rues de Solmeri. Cette solution est accepté par les Solmériens qui laissent rentrer l'armée tout entière dans la ville. Un des trois généraux de l'armée ne va pas tenir sa parole et lancer toute l'armée à un massacre des habitants innocents. La femme de Liesse meurt dans ce massacre.
Les assaillants vont prendre le contrôle de Solmeri et exproprier les habitants qui vont partir vivre hors de la ville, sur la rive opposé. Liesse repart donc à zéro, seul avec ses deux enfants. La fin du récit dévoile la manière dont Liesse va se réconcilier avec les assaillants, notamment grâce à un de ses enfants, à la suite d'une grande période de doutes.

## Personnages
- Liesse : personnage principal et narrateur. Abandonné dans sa jeunesse par sa mère à un comptoir commercial de l'Empire, il finit par s'y frayer une belle carrière.
- Malvine Zélina de Félarasie : femme issue de grandes familles dirigeantes, elle est en apprentissage politique.
- Gémétous : personne à qui Liesse narre le récit.

## Distinctions
L'année de sa parution en 2020, il reçoit le prix Hors Concours, et le prix Elbakin dans la catégorie « romans francophones ». En 2021, il reçoit le prix Libr’à Nous dans la catégorie « Imaginaire ».